# Émile Henriot (scheikundige)
Émile Jean Charles Henriot (Besançon, 2 juli 1885 - Ukkel, 1 februari 1961) was een in België gevestigde Franse natuurkundige en scheikundige. Henriot toonde de natuurlijke radioactiviteit van kalium en rubidium aan en was een pionier in de ontwikkeling van de elektronenmicroscoop en de ultracentrifuge. Hij was hoogleraar aan de Université libre de Bruxelles en was gedurende twee jaar de privé-leraar van kroonprins Leopold.

## Levensloop
Henriot volgde het middelbaar onderwijs in de Franse stad Besançon, zijn geboortestad. Daarna ging hij naar de École normale supérieure te Parijs waar hij natuurwetenschappen ging studeren. In 1908 behaalde hij er het aggregaatsdiploma. Vervolgens deed hij onderzoek in het laboratorium van Marie Curie aan de Sorbonne om er in 1912 het doctoraat in de natuurwetenschappen te behalen.
Het jaar voordien, in 1911, was Henriot reeds tot docent aan de Université libre de Bruxelles benoemd. Net voor het uitbreken van de Eerste Wereldoorlog werd hij tot hoogleraar benoemd op de leerstoel Theoretische natuurkunde. Tijdens de oorlog, toen de Brusselse universiteit gesloten was, was Henriot werkzaam in het laboratorium van de latere Nobelprijswinnaar Jean Perrin aan de Sorbonne waar hij een akoestische methode ontwikkelde om landmijnen te detecteren. In de Vogezen paste hij als gevechtsofficier deze methode zelf toe. Hij kreeg hiervoor de Franse Croix de guerre toegekend. Na de oorlog keerde hij terug naar de Brusselse universiteit.
Tussen 1924 en 1926 was hij eveneens privé-leraar natuurwetenschappen van kroonprins Leopold. Tijdens de sluiting van de universiteit gedurende de Tweede Wereldoorlog was Henriot maître de conférences aan de Universiteit van Clermond-Ferrand en gasthoogleraar aan de Universiteit van Algiers. Na de oorlog keerde hij terug naar Brussel en bleef er hoogleraar tot aan zijn emeritaat in 1955.
Henriot was vanaf 1933 lid van de Koninklijke Academie van België en vanaf 1947 corresponderend lid van de Académie des sciences te Parijs.
Hij stierf op 75-jarige leeftijd in zijn woonplaats Ukkel.

## Werk

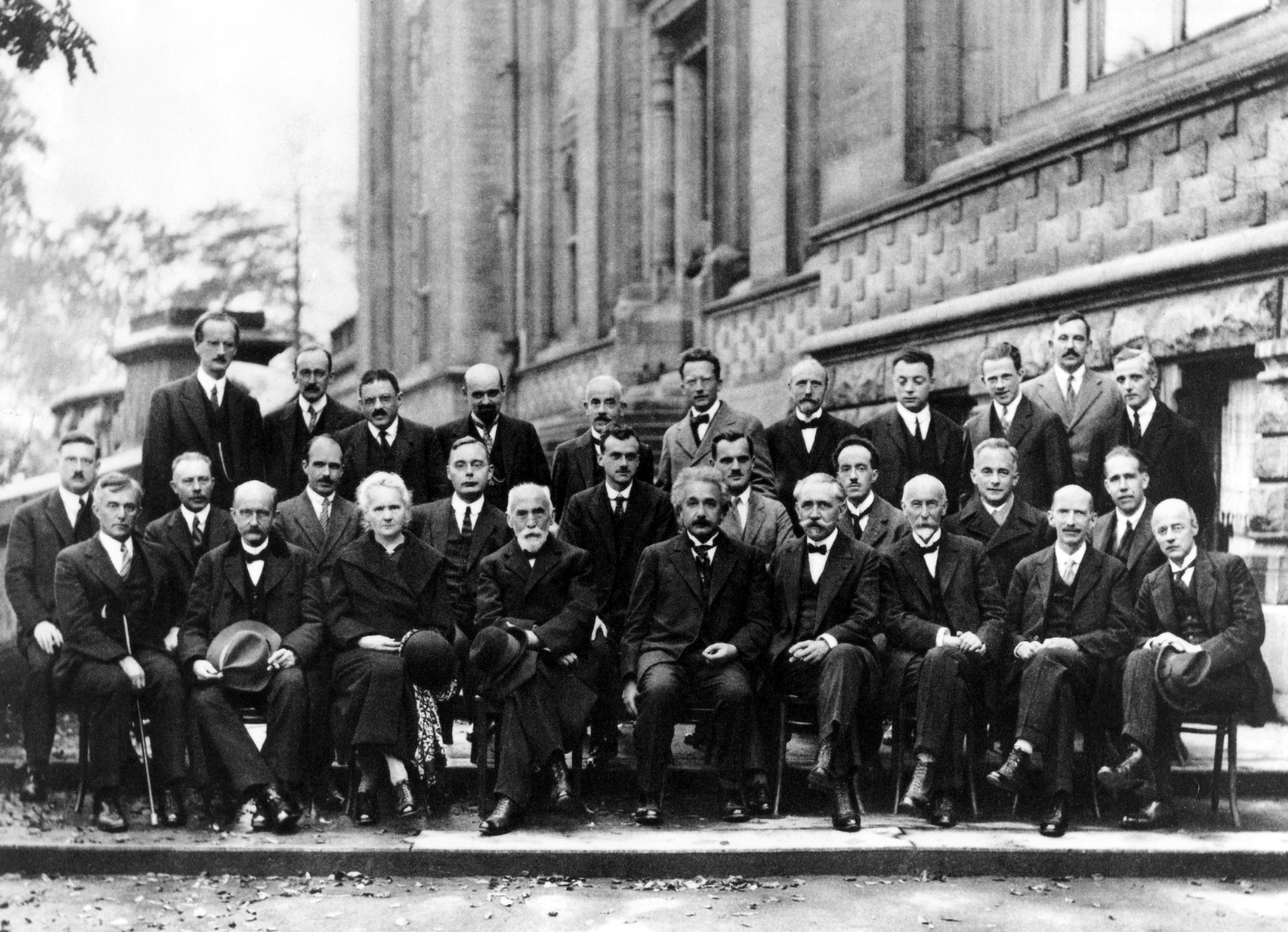
Henriot tijdens de Solvayraad van 1927 (bovenste rij, tweede van links)

In zijn proefschrift uit 1912, waarvoor Henriot het onderzoek uitvoerde in het laboratorium van Marie Curie, bewees hij de natuurlijke radioactiviteit, onafhankelijk van de temperatuur, van kalium en rubidium.
Henriot voorzag voor de pas in Duitsland ontwikkelde elektronenmicroscoop, een nieuwe toepassing op het gebied van de studie van levende organismen. De Duitse microscoop was hiervoor weinig geschikt omdat de weefsels de hevige elektronenbombardementen moeilijk konden verdragen. De beelden waren wazig waardoor ze van weinig nut waren. In zijn laboratorium ontwikkelden Henriot en zijn assistent Ladislaus Marton omstreeks 1932 een prototype van de transmissie-elektronenmicroscoop die reeds veel betere resultaten gaf. Marton zou later in de Verenigde Staten de ontwikkeling nog verder op punt stellen.
Om de hoeksnelheid van roterende objecten te verhogen ontwikkelde Henriot een verbeterde versie van de ultracentrifuge, die in 1925 voor het eerst door de Zweed Theodor Svedberg was ontwikkeld. De rotor werd hierbij aangedreven door perslucht waardoor de rotoras kon wegvallen. Het prototype dat Henriot omstreeks 1927 had gebouwd, diende later als basis voor de centrifuges die in laboratoria worden gebruikt.
Op het gebied van de optica bestudeerde hij vooral de normale en de incidentele dubbele breking. Verder was hij ook nog actief op het gebied van de vibratiespectroscopie.
Henriot nam tussen 1924 en 1951 deel aan zes opeenvolgende Solvayraden voor natuurkunde met inbegrip van deze van 1927 waaraan 17 latere Nobelprijswinnaars zouden deelnemen. Gedurende die periode was hij eveneens lid van het administratief comité van het Internationaal Instituut voor Fysica en Chemie dat de Solvayraden organiseerde.

## Prijzen
- Prix Hugues van de Franse Académie des sciences, 1932
- Prix Fonds Maurice Loutreuil van de Franse Académie des sciences, 1956

## Publicaties
- Étude des rayons émis par les métaux alcalins, 1912 (proefschrift)
- Les biréfringences normales et accidentelles, 1920
- Les grandes vitesses angulaires obtenues par les rotors sans axe solide, 1927
- Expériences sur l'engagement d'atomes dans un faisceau magnéto-cathodique ou cathodique, 1931
- Les couples de radiation et les moments électromagnétique, 1936